# 堀川千華
堀川 千華（ほりかわ ちか、5月15日 - ）は、日本の女性声優。兵庫県川西市出身。

## 略歴
アナウンサーだった母の影響で、幼いころから「あめんぼあかいな……」と口ずさみ、テレビドラマ出演を夢見て小さい頃に劇団に所属し、子役として活動。その後、アニメ、ゲームに興味を持ち「生身の人間でないものを演じたい」と考えて、声優業を取り組むために兵庫から上京。
2009年12月から2013年6月末までプロダクション・エースに所属、2013年7月1日からフリーとして活動していたが、2025年5月よりムーブマンに所属している。
かつてはホーリーピークに所属し、所属当時は鹿嶋 あい（かしま あい）名義で活動していた。

## 人物
趣味・特技は古都・お寺・神社巡り、海・山に行くこと、スポーツ観戦、マッサージ、水彩画、イラスト。

## 出演作品
※太字はメインキャラクター。

### テレビアニメ
2008年
- 喰霊-零-（柳瀬千鶴[5][12]）

2009年
- キディ・ガーランド（ベル[5][13]）
- 空を見上げる少女の瞳に映る世界（小野イチコ[5][14]）

2011年
- R-15（冥銚子）
- いつか天魔の黒ウサギ（碧水泉[15][16]、生徒、女子生徒）
- これはゾンビですか?（生徒）
- デッドマン・ワンダーランド（春日今日子[17][18]）
- 日常（立花みさと[19][20]）
- フリージング（パンドラA）

2012年
- うぽって!!（えむぴ）※Web先行配信

2013年
- 生徒会の一存 Lv.2（ラクロス部部長）※2012年Web先行配信

2014年
- 東京ESP（リニエ、花子）

### 劇場アニメ
2009年
- 天上人とアクト人最後の戦い（小野イチコ[5][21]）

2010年
- ガーフィールド・ザ・ヒーロー（アーリーン/スターリーナ[5]）

### ゲーム
2011年
- いつか天魔の黒ウサギ Portable（碧水泉[22]）
- 日常〈宇宙人〉（立花みさと[23]）

### 吹き替え
2010年
- ガーフィールド・ザ・ヒーロー（アーリーン/スターリーナ）

2013年
- ライジング・ドラゴン（ケイティ〈ケイトリン・デシェル〉[24]）

2014年
- ポリス・ストーリー/レジェンド（シャオウェイ〈クーリー・ナザー〉[25]）

2017年
- カンフー・ヨガ（女子学生[26]）
- シチリアの恋
- スキップ・トレース（ナタリア[27]）

### ラジオ
- コンチェルトゲート ほっぷすてっぷ中![5]
- 超!A&Gスクープ!ナラジ![5]

### 舞台
- ひめゆりの塔[5]
- 24の瞳[5]
- アニ★ゆめセカンドシーズン 東京・恵比寿　AMGホールでの定期公演（レギュラー出演：2009年12月25日 - 2010年5月1日）

### CD
- TVアニメ『キディ・ガーランド』キャラクターソング
  - Vol.4 アリサ&ベル&ミ・ヌゥルーズ（アリサ（相沢舞）&ベル&ミ･ヌゥルーズ（白石稔）、LACM-4692、2010年2月24日）
- TVアニメ『日常』キャラクターソング
  - その8 みさとの学校生活は爆発だっ!!（立花みさと、LACM-4847、2011年9月7日）